# Knittelsbach
Knittelsbach ist ein Gemeindeteil der Gemeinde Wilburgstetten im Landkreis Ansbach (Mittelfranken, Bayern). Die Gemarkung Knittelsbach hat eine Fläche von 2,220 km².  Sie ist in 271 Flurstücke aufgeteilt, die eine durchschnittliche Fläche von 8191,40 m² haben. In ihr liegen neben dem namensgebenden Ort die Gemeindeteile Brennhof, Walkhof und Walkmühle.

## Geographie
Das Dorf liegt am linken Ufer der Wörnitz und am Almosenbächlein, das dort als linker Zufluss in die Wörnitz mündet. Der Ort ist unmittelbar von Acker- und Grünland mit vereinzeltem Baumbestand umgeben. 0,75 km weiter östlich befindet sich der Altweiher, 0,75 km südöstlich der Hafer-, Schwarz- und Meisterweiher. Die Bundesstraße 25 führt nach Neustädtlein (1,2 km nordwestlich) bzw. nach Wilburgstetten (3,4 km südöstlich). Eine Gemeindeverbindungsstraße führt nach Tiefweg (1,6 km nordöstlich).

## Geschichte
Die Fraisch über Knittelsbach war strittig zwischen dem ansbachischen Oberamt Wassertrüdingen, dem oettingen-spielbergischen Oberamt Dürrwangen und der Reichsstadt Dinkelsbühl. Die Dorf- und Gemeindeherrschaft wurde von der Reichsstadt Dinkelsbühl beansprucht. Gegen Ende des 18. Jahrhunderts bestand der Ort aus 7 Anwesen. Grundherren waren die Reichsstadt Dinkelsbühl (Reichalmosenpflege: 6 Güter) und das ansbachische Klosterverwalteramt Auhausen (1 Hof). Von 1797 bis 1808 unterstand der Ort dem Justiz- und Kammeramt Wassertrüdingen.
1806 kam Knittelsbach an das Königreich Bayern. Infolge des Gemeindeedikts wurde Knittelsbach dem 1809 gebildeten Steuerdistrikt Villersbronn und der 1811 gebildeten Ruralgemeinde Villersbronn zugeordnet. Mit dem Zweiten Gemeindeedikt (1818) entstand die Ruralgemeinde Knittelsbach. Zu dieser gehörten Brennhof, Freundstal (hieß bis in den 1950er Jahren Lohmühle), Neustädtlein, Radwang, Sankt Ulrich, Sittlingen und Walkmühle. Sie war in Verwaltung und Gerichtsbarkeit dem Landgericht Dinkelsbühl zugeordnet und in der Finanzverwaltung dem Rentamt Dinkelsbühl (1919 in Finanzamt Dinkelsbühl umbenannt, seit 1973 Finanzamt Ansbach). Die Verwaltung übernahm 1862 das neu geschaffene Bezirksamt Dinkelsbühl (1939 in Landkreis Dinkelsbühl umbenannt). Die Gerichtsbarkeit lag beim im gleichen Jahr gebildeten Stadt- und Landgericht Dinkelsbühl (1879 in das Amtsgericht Dinkelsbühl umgewandelt, seit 1973 eine Zweigstelle des Amtsgerichtes Ansbach). Der Walkhof wurde 1925 auf dem Gemeindegebiet gegründet. Die Gemeinde hatte 1964 eine Gebietsfläche von 6,299 km². Im Zuge der Gebietsreform in Bayern wurde die Gemeinde am 31. März 1971 aufgelöst: Freundstal, Neustädtlein, Radwang, Sankt Ulrich und Sittlingen kamen nach Dinkelsbühl, Brennhof, Knittelsbach, Walkhof und Walkmühle nach Wilburgstetten. Mit der Auflösung des Landkreises Dinkelsbühl im Jahr 1972 kam Knittelsbach an den Landkreis Ansbach.
Der Ort hatte einen Haltepunkt an der Bahnstrecke Nördlingen–Dombühl.

### Ehemaliges Baudenkmal
- Haus Nr. 4: Zugehöriges zweigeschossiges Altsitzhaus. Drei zu vier Obergeschossfenster, Halbwalmdach. Sehr dekorative Architektur, Fassadenmalerei aus der Bauzeit: Brüstungsfelder, Gurtgesimse, gefugte Ecklisenen; gemalt auch die Imitationen erdgeschossiger Stallfenster. Am Schlussstein der Korbbogentüre Jahreszahl „1821“ und Monogramm „JAL“ (=Johann Adam Lehr).[16]

### Einwohnerentwicklung
Gemeinde Knittelsbach
| Jahr      | 1818   | 1840   | 1852   | 1855   | 1861   | 1867   | 1871   | 1875   | 1880   | 1885   | 1890   | 1895   | 1900   | 1905   | 1910   | 1919   | 1925   | 1933   | 1939   | 1946   | 1950   | 1952   | 1961   | 1970   |
| Einwohner | 247    | 241    | 257    | 255    | 263    | 256    | 236    | 244    | 251    | 231    | 227    | 234    | 235    | 230    | 228    | 222    | 236    | 242    | 218    | 310    | 305    | 334    | 286    | 313    |
| Häuser    | 43     | 47     |        |        |        |        | 46     |        |        | 45     | 47     |        | 43     |        |        |        | 43     |        |        |        | 49     |        | 57     |        |
| Quelle    | [ 18 ] | [ 19 ] | [ 20 ] | [ 20 ] | [ 21 ] | [ 22 ] | [ 23 ] | [ 24 ] | [ 25 ] | [ 26 ] | [ 27 ] | [ 20 ] | [ 28 ] | [ 20 ] | [ 29 ] | [ 20 ] | [ 30 ] | [ 20 ] | [ 20 ] | [ 20 ] | [ 31 ] | [ 20 ] | [ 13 ] | [ 32 ] |

Ort Knittelsbach
| Jahr      | 001818 | 001840 | 001861 | 001871 | 001885 | 001900 | 001925 | 001950 | 001961 | 001970 | 001987 | 002005 | 002015 |
| Einwohner | 47     | 72     | 41     | 53     | 53     | 47     | 52     | 55     | 53     | 47     | 34     | *19    | *18    |
| Häuser    | 8      | 10     |        |        | 11     | 8      | 8      | 11     | 12     |        | 11     |        |        |
| Quelle    | [ 18 ] | [ 19 ] | [ 21 ] | [ 23 ] | [ 26 ] | [ 28 ] | [ 30 ] | [ 31 ] | [ 13 ] | [ 32 ] | [ 33 ] | [ 1 ]  | [ 1 ]  |

## Religion
Der Ort ist seit der Reformation gemischt konfessionell. Die Katholiken gehören zur Kirchengemeinde St. Georg (Villersbronn), einer Filiale von St. Margareta (Wilburgstetten), die Protestanten sind nach St. Peter (Sinbronn) gepfarrt.